# Place〜
『Place〜』（プレース）は、日本のバンドSOPHIAの10枚目のシングルである。1999年8月4日発売。発売元はトイズファクトリー。

## 概要
- 1999年2枚目のシングル。本作は同年4月に発売したアルバム『マテリアル』の収録曲をシングルカットして発売された。SOPHIAのアルバムの楽曲がシングルとして発売されるのは『街 (Single Version)』以来2年ぶり。
- シングル化にあたり、日本テレビ系水曜ドラマ『甘い生活。』のオープニングテーマに起用された。
- 初回盤は紙ジャケット・ピクチャーレーベル仕様になっている。

## 収録曲
1. Place〜 (5:08)
作詞・作曲：松岡充、編曲：SOPHIA
2. 紅色の涙 (4:54)
作詞：松岡充、作曲：都啓一、編曲：SOPHIA
3. 航海 (Remix) (5:32)
作詞：松岡充、作曲：豊田和貴、編曲：柚木隆一郎
4. Place～ (Instrumental) (5:08)

## 楽曲の収録アルバム
- ライブ『1999』（2000年）
- ベスト『THE SHORT HAND〜SINGLES COLLECTION〜』（2001年）
- オムニバス『ドラマティック・ソングス』（2004年）